# Empoasca dorsovitta
Empoasca dorsovitta är en insektsart som beskrevs av Delong 1952. Empoasca dorsovitta ingår i släktet Empoasca och familjen dvärgstritar. Inga underarter finns listade i Catalogue of Life.